# チェレーア
チェレーア（伊: Cerea）は、イタリア共和国ヴェネト州ヴェローナ県にある、人口約16,800人の基礎自治体（コムーネ）。

## 地理

### 位置・広がり

#### 隣接コムーネ
隣接するコムーネは以下の通り。括弧内のROはロヴィーゴ県 、MNはマントヴァ県所属を示す。
- アンジャーリ
- ベルガンティーノ (RO)
- ボヴォローネ
- カザレオーネ
- コンカマリーゼ
- レニャーゴ
- メラーラ (RO)
- オスティーリア (MN)
- サン・ピエトロ・ディ・モルービオ
- サングイネット

### 気候分類・地震分類
気候分類では、zona E, 2327 GGに分類される。
また、イタリアの地震リスク階級 (it) では、zona 3 (sismicità bassa) に分類される。

## 行政

### 分離集落
チェレーアには、以下の分離集落（フラツィオーネ）がある。
- Aselogna, Asparetto, Cherubine, Palesella, Santa Teresa in Valle

## 自然・環境
Palude del Brusà Le Vallette は、ラムサール条約が定める「国際的に重要な湿地」に登録されている。干拓によって失われた広大な湿地帯の残存部である。イタリアのラムサール条約登録地一覧も参照。